# Amblyteles karakurti
Amblyteles karakurti là một loài tò vò trong họ Ichneumonidae.